# دومينيكو دوفور
دومينيكو دوفور (بالفرنسية: Dominique-Georges-Frédéric Dufour de Pradt )‏ (و. 1759 – 1837 م) هو دبلوماسي، ومؤرخ، وسياسي، وكاتِب، وكاهن كاثوليكي، من فرنسا، توفي في باريس، عن عمر يناهز 78 عاماً.

## مناصب
تولى منصب نائب فرنسي، وسفير، ورئيس الاساقفة، وأسقف.

## جوائز
حصل على جوائز منها:
- وسام الصليب الأكبر من وسام جوقة الشرف.